# 韋爾內霍羅多克
49°47′24″N 28°53′24″E / 49.79000°N 28.89000°E
韋爾內霍羅多克（羅馬化：Vernyhorodok）是烏克蘭的村落，位於該國西部文尼察州，由赫米利尼克區負責管轄，面積2.58平方公里，海拔高度257米，2001年人口769，人口密度每平方公里298.06人。